# Hiroyuki Yoshida
Hiroyuki Yoshida (jap. 吉田 裕幸 Yoshida Hiroyuki; ur. 25 listopada 1969) – japoński piłkarz występujący na pozycji pomocnika.

## Kariera klubowa
Od 1992 do 1998 roku występował w klubach Júbilo Iwata, Fukuoka Blux, Consadole Sapporo, Blaze Kumamoto i Honda FC.